# Активност на водата
Активността на водата (aw) е решаващ фактор по отношение на качеството на хранителните продукти. Тя влияе на растежа и развитието на микроорганизмите, срока на годност, безопасността, текстурата, вкуса и аромата на храните.
„Активността на водата“ (водна активност, water activity), а не „съдържанието на вода“ (water content, съдържанието на влага) определя стабилността и безопасността на хранителните продукти. Стабилност на съхранение означава „Ще плесеняса ли?“, „Ще се развали ли?“.
Съдържанието на вода в продуктите показва само нейното количество, но не и качество. Този показател не ни дава информация за състоянието на водата в продуктите като резултат от нейните физикохимичните взаимодействия. Показателят активност на водата носи тази информация. Активността на водата отразява енергийното състояние на водата в продуктите. Терминът е въведен за първи път от Скот през 1952 г.
Активността на водата изразява отношението на парциалното налягане на парите на водата над повърхността на продукта спрямо парциалното налягане на водните пари над чистата вода при една и съща температура:
aw:
{\displaystyle a_{w}\equiv p/p_{0}}
където p е налягането на парите на водата в продукта, а p_о е налягането на водните пари на чистата вода.
Така дефинирана, водната активност варира от 0 до 1 и отразява несвързаната („свободната“) вода в продуктите – онази част, която може да се обменя с околната среда и е достъпна за химични и биологични взаимодействия. Активността на водата ни дава обективна информация по отношение на микробиологическата, химическата и ферментационна стабилност на хранителните продукти. Тъй като за своето развитие бактериите, дрождите и плесените се нуждаят от известно количество вода, чрез измерването и контролирането на aw е възможно да се определи или предскаже, кои микроорганизми могат да представляват опасност за развалата на даден хранителен продукт.
Активността на водата е особено важна за безопасността и срока на съхранение на хранителните продукти. Активността на водата се използва широко при мониторинга на Критичните Точки за Контрол, КТК в Анализа на опасностите и критичните точки за контрол (HACCP). Проби от хранителните продукти периодично се тестват, за да се проследи дали активността на водата се поддържа в определените от НАССР безопасни граници. Измерванията се правят в рамките на 5 минути.

## Примери за aw

### Примери
| Продукт             | aw          |
| ------------------- | ----------- |
| Дестилирана вода    | 1           |
| Обикновена вода     | 0.99        |
| Сурово месо         | 0.97 – 0.99 |
| Мляко               | 0.97        |
| Сок                 | 0.97        |
| Бекон               | < 0.85      |
| Наситен р-р на NaCl | 0.75        |
| Въздух в помещение  | 0.5 – 0.7   |
| Пчелен мед          | 0.5 – 0.7   |
| Сухи плодове        | 0.5 – 0.6   |

По подробни данни: * Активност на водата на някои храни и тяхната чувствителност към микробиологична развала – Адаптирано от Beuchat (1981)

### awИнхибиране на растежа на микроорганизмите
| Микроорганизъм                  | aw   |
| ------------------------------- | ---- |
| Clostridium botulinum E         | 0.97 |
| Pseudomonas fluorescens         | 0.97 |
| Escherichia coli                | 0.95 |
| Clostridium perfringens         | 0.95 |
| Salmonella                      | 0.95 |
| Vibrio cholerae                 | 0.95 |
| Clostridium botulinumA, B       | 0.97 |
| Bacillus cereus                 | 0.93 |
| Listeria monocytogenes          | 0.92 |
| bacillus subtilis               | 0.91 |
| Staphylococcus aureus           | 0.87 |
| повечетоПлесени                 | 0.70 |
| Няма растеж на микроорганизмите | 0.60 |